# Brû
Brû ist eine französische Gemeinde im Département Vosges in der Region Grand Est (bis 2015 Lothringen). Sie gehört zum Arrondissement Épinal und zum Kanton Raon-l’Étape.

## Geografie
Brû liegt etwa 20 Kilometer nordöstlich von Épinal.

## Bevölkerungsentwicklung
| Jahr      | 1793 | 1896 | 1954 | 1962 | 1968 | 1975 | 1982 | 1990 | 1999 | 2006 | 2017 |
| Einwohner | 482  | 668  | 514  | 495  | 493  | 432  | 459  | 500  | 549  | 604  | 562  |

## Sehenswürdigkeiten
- Kirche Saint-Jean-Baptiste von 1979